# 巫啟賢
巫啟賢（英語：Eric Moo；1963年2月9日—），馬來西亞男歌手，是馬來西亞霹雳州金寶華人，人稱「巫老師」，持有中華民國永久居留證，以其独特宽阔而强大爆发力音色著称，其胞弟巫奇（原名巫啟雄）亦為歌手。

## 背景
巫啟賢生於出生於馬來西亞霹靂州金寶，就讀新加坡樹群學校（Shuqun Primary School），1980年畢業於新加坡南洋華僑中學，繼而入讀裕廊初級學院（Jurong Junior College）。在70年代活跃的港台歌手影响下，他於17歲時展開他的歌唱事業，至今已发表了超過39张专辑。1983年，作品《邂逅》進入新加坡龍虎榜，最高名次為第4名。开始是与裕廊初级学院的同学组成「地下铁」，1985年在新加坡和馬來西亞出版首张个人专辑《心情》。他數次到臺灣發行專輯不成後，在1988年在臺灣發行專輯《你是我的唯一》，其实这已经是他的第6部专辑了。
其後在臺灣樂壇的發展成績也相當優異－《不該讓你等太久》、《等你等到我心痛》、《紅塵來去一場夢》等均成為其早期經典國語金曲，前两首更被张学友改编为粤语版翻唱。1994年初，巫啟賢憑藉一曲《太傻》走向事業顛峰，推出的《太傻—巫啟賢情歌回顧展》精選專輯成為當年台灣最暢銷的專輯之一；同年憑藉《太傻》的聲勢，巫啟賢進軍香港樂壇並推出《太傻》粵語版本及首張粵語專輯《心酸的情歌》，大受歡迎，再為他勇奪多個獎項，此外为香港女歌手彭羚制作的同年歌曲让我跟你走也成为同年的十大劲歌金曲之一。同年，他更成为首位获得美国Billboard颁发的「亚洲杰出艺人奖」。
除歌坛之外，巫啟賢也踏步其他娱乐界领域。曾作为「暴暴茶」饮料和摩托罗拉电子传呼机广告代言人，演出广告影片，并演唱广告主题歌。1995年，巫啟賢首次參與演出电影，擔任電影《慈雲山十三太保》男主角；並荣获1996年香港电影金像奖最佳新人奖，成績婓然。同年在香港红馆举办个人演唱会。他是首位马来西亚籍歌手成功在香港體育館(红馆)开唱，已列入〈马来西亚纪录大全〉書中。1997年以《我感覺不到你》榮獲第8屆金曲獎世界華人作品-最佳男演唱人獎，1997年8月，獲馬來西亞政府公開表揚頒贈「馬來西亞歌神」的榮譽，是華語樂壇歌手中目前唯一得到馬來西亞國家政府認證的「歌神」。1998年出演连续剧《龙堂》。同年，擁有馬來西亞國籍的巫啟賢，因未申請工作許可在臺南某酒吧演唱遭檢舉查獲，因而被中華民國政府禁止入境臺灣5年，此事引起各方的討論與關注。
巫启贤移居臺灣後在2000年开始主持节目，先后有《音樂大亨》、《無敵星期六》（華視）、《快樂星期天》（華視）等；同年又和恋爱多年的女友彭美君在新加坡結婚，同年生下女儿巫詠歡（欢欢）。2005年12月，巫啟賢在《快樂星期天》節目單元〈藝能歌喉戰〉受邀擔任評審，但因對余祥銓講評言詞過於毒舌尖酸，導致余祥銓當場情緒崩潰痛哭，並疑似罹患憂鬱症及恐慌症等精神疾病。余祥銓該集播出後遭觀眾撻伐，當時其中一位評審包小柏還因此事於隔年遭人毆打，巫啟賢本人受華視新聞雜誌採訪時公開發誓，當下並無毒舌余祥銓，反斥說：「有說過我一定承認，錄影過程我只表達對他的期待跟關懷」。但實際狀況並不如巫啟賢所說，因該集節目的母帶流出，看過該母帶的余祥銓之母親李亞萍則痛斥巫啟賢說：「他怎敢說謊、發誓？會遭天譴的」。當時一同擔任評審的包小松包小柏也很無奈的說，事實就是如此，也很驚訝巫啟賢並未與他們道歉，還說：「可能他忘了自己說了甚麼吧。」
2006年5月，巫啟賢出任《超级女声》杭州区评委。2009年5月，他再次出任湖南卫视《快乐女声》总决赛评委。由于在总决赛中力挺所支持的歌手，而出言攻击另一位竞争者引起来网络上的争议。2013年7月，他出任香港《星夢傳奇》評審之一，被視為評分標準最嚴謹的評判，首兩集有些評語也被剪接刪除。他邀請鄭俊弘成為演唱會嘉賓，演唱會上，鄭俊弘下跪請求巫啟賢收他為徒——成為一時佳話。2015年7月19日，他出任江蘇衛視舉辦的《蒙面歌王》（中國版）評審之一，遇上由李克勤戴上面具扮演的白棱鏡演繹陳奕迅經典《富士山下》，但他認不出白棱鏡的真身，片段一出遭網民質疑造假。及後，於2017年9月李克勤於香港舉行的《李克勤慶祝成立30週年演唱會》中擔任嘉賓，提及擔任《蒙面歌王》（中國版）評審時，是故意裝作認不出，讓李克勤能多拍幾集，多賺一點演出費。
另外，巫啟賢是臺灣歌手劉文正的徒弟，可是在1993年跳槽新東家EMI之後，將《太傻》等三曲在飛鷹製作的母帶帶到EMI發行，因此因著作權官司問題而鬧翻。

## 为他人创作歌曲
- 譚詠麟：也曾相识/你是我的唯一
- 張學友：等你等到我心痛，只想一生跟你走/不该让你等太久
- 彭羚：愛讓我傷心/盼那天再步近，一言驚醒夢中人，泪盡/伤痕累累，等你到白頭，天生溫柔
- 李克勤：沒有你．贏了世界又如何

## 音樂作品
- 以下列表展示巫啟賢歷年推出的專輯[12]

| 發行年份       | 專輯名稱                           | 發行公司                                    | 註解                                               |
| 1984年         | 巫启贤 VS 地下铁——星空下（新、马） | 东尼机构                                    | 主打：星空下、走过年少                             |
| 1985年         | 心情（新、马）                     | 飛城唱片                                    | 情感联络站、遗忘过去、手足情                       |
| 1986年         | 年轻的心（新、马）                 | 飛城唱片                                    | 年轻的心、过客停留站                               |
| 1987年         | 何必孤独（新、马）                 | 飛鷹唱片                                    | 何必孤独、再一次恋爱                               |
| 1987年         | 我想說的是（新、马）               | 飛鷹唱片                                    | 唱不完的爱情、啤酒周围的故事                       |
| 1988年         | 你是我的唯一                       | 飛鷹唱片                                    | 那一段日子                                         |
| 1988年         | 城市情歌（新、马）                 | 飛鷹唱片                                    | 等、我爱你、我们是最好的朋友                       |
| 1988年         | 作品集（新、马）                   | 飛鷹唱片                                    | 那一段日子、你是我的唯一                           |
| 1988年         | 個性生活寫真集                     | 飛鷹唱片                                    | 你是我的唯一                                       |
| 1989年         | 個性生活寫真集 2                   | 飛鷹唱片                                    | 何必孤獨                                           |
| 1989年         | 奇跡（新、马）                     | 飛鷹唱片                                    | 奇跡、在世界放光芒、無言的愛                       |
| 1989年         | 为了你（新、马）                   | 飛鷹唱片                                    | 为了你、一個像我這樣的男子                         |
| 1989年         | 解除武裝                           | 飛鷹唱片                                    | 一個像我這樣的男子                                 |
| 1990年         | 巫啟賢的柔情之旅                   | 飛鷹唱片                                    | 唱不完的爱情                                       |
| 1991年         | 从心出发（新、马）                 | 飛鷹唱片                                    | 傷心的人更傷心、从你回眸那天开始                   |
| 1991年9月      | 傷心情話                           | 飛鷹唱片                                    | 傷心的人更傷心、想著你的感覺                       |
| 1991年         | 赤子心情（新、马）                 | 飛鷹唱片                                    | 连梦也没有、是否你曾偷偷的哭、错                   |
| 1991年         | 單戀                               | 飛鷹唱片                                    | 是否你曾偷偷的哭                                   |
| 1992年         | 回到自己身邊                       | 飛鷹唱片                                    | 我真的要走了 、回到自己身边                        |
| 1993年1月15日  | 紅塵來去一場夢                     | 科藝百代（EMI）                             | 紅塵來去一場夢、人生如梦、不該讓你等太久           |
| 1993年         | 这次不是流言（新、马）             | 科藝百代（EMI）                             |                                                    |
| 1993年9月      | 等你等到我心痛                     | 科藝百代（EMI）                             | 等你等到我心痛                                     |
| 1994年         | 單戀 II                            | 飛鷹唱片                                    | 错                                                 |
| 1994年1月17日  | 太傻-巫啟賢情歌回顧展              | 科藝百代（EMI）                             | 第一版                                             |
| 1994年4月22日  | 太傻-巫啟賢情歌回顧展              | 科藝百代（EMI）                             | 第二版                                             |
| 1994年6月23日  | 心酸的情歌                         | 科藝百代（EMI）                             | 首張粵語專輯－太傻（粵）、心酸的情歌、愛情來的時候 |
| 1994年10月14日 | 愛情傀儡                           | 科藝百代（EMI）                             | 爱情傀儡                                           |
| 1995年1月      | 湊熱鬧                             | 科藝百代（EMI）                             |                                                    |
| 1995年4月11日  | 有心                               | 科藝百代（EMI）                             | 粵語專輯-只因你傷心                                |
| 1995年         | 愛那麼重                           | 科藝百代（EMI）                             | 爱那么重、叫阮的名                                 |
| 1996年1月7日   | 思念誰                             | 科藝百代（EMI）                             | 思念谁                                             |
| 1996年         | 風中有你                           | 科藝百代（EMI）                             | 粵語專輯                                           |
| 1996年         | 我感覺不到你                       | 科藝百代（EMI）                             | 我感覺不到你、路彎彎                               |
| 1996年         | 因為你                             | 科藝百代（EMI）                             | 粵語專輯                                           |
| 1996年12月3日  | 巫啟賢的傻情歌                     | 科藝百代（EMI）                             |                                                    |
| 1996年12月     | 啟蒙情歌                           | 現代派、飞鹰唱片（新加坡）                  |                                                    |
| 1997年         | Denon Mastersonic - 巫啟賢         | 科藝百代（EMI）                             | 粵語專輯                                           |
| 1998年         | 賢言賢語                           | 科藝百代（EMI）                             |                                                    |
| 1998年         | 啟賢留文正                         | 科藝百代（EMI）                             |                                                    |
| 1998年         | 我是你的                           | 家韻傳播、风格唱片（新、马）                |                                                    |
| 1999年         | 尋賢啟事                           | 科藝百代（EMI）                             |                                                    |
| 2000年         | 感動                               | 阿爾發音樂                                  | 團圓                                               |
| 2002年2月28日  | 都是路彎彎                         | 阿爾發音樂                                  |                                                    |
| 2003年         | 我的新謠時代                       | 科藝百代（EMI）                             |                                                    |
| 2009年11月     | 好經典                             | 新力音樂（Sony）                            | 遗憾                                               |
| 2012年6月      | 你愛永不變                         | EQ Music, 歌牛音樂有限公司                  |                                                    |
| 2012年10月     | 那些年我們一起唱情歌               | 雲頂香港有限公司                            | 經典情歌翻唱專輯（非賣品）只送給出席演唱會聽眾     |
| 2019年         | 巫启贤贺丰年（新、马）             | 飞鹰唱片（原版） 飞长唱片（马来西亚复刻版） | 巫启贤流行贺岁专辑 2019年在马来西亚发行复刻金碟版  |

## 派台歌曲成績（香港地區）
| 派台歌曲四台上榜最高位置 | 派台歌曲四台上榜最高位置 | 派台歌曲四台上榜最高位置 | 派台歌曲四台上榜最高位置 | 派台歌曲四台上榜最高位置 | 派台歌曲四台上榜最高位置 | 派台歌曲四台上榜最高位置                  |
| ------------------------ | ------------------------ | ------------------------ | ------------------------ | ------------------------ | ------------------------ | ----------------------------------------- |
| 唱片                     | 歌曲                     | 903                      | RTHK                     | 997                      | TVB                      | 備註                                      |
| 1993年                   |                          |                          |                          |                          |                          |                                           |
| 紅塵來去一場夢           | 人生如夢                 | 18                       | /                        | /                        | /                        |                                           |
| 1994年                   |                          |                          |                          |                          |                          |                                           |
| 心酸的情歌               | 太傻（粵語版）           | 7                        | 1                        | /                        | /                        | 首支冠軍歌                                |
| 心酸的情歌               | 心酸的情歌               | 3                        | 3                        | /                        | 4                        |                                           |
| 心酸的情歌               | 愛情來的時候             | 25                       | -                        | /                        | 10                       | 與楊采妮合唱                              |
| 愛情傀儡                 | 愛情傀儡                 | -                        | -                        | /                        | /                        |                                           |
| 1995年                   |                          |                          |                          |                          |                          |                                           |
| 湊熱鬧                   | 湊熱鬧                   | 6                        | 7                        | /                        | /                        |                                           |
| 有心                     | 只因你傷心               | 7                        | 1                        | /                        | 1                        | 電影《慈雲山十三太保》主題曲              |
| 有心                     | 不相信自己               | 14                       | 17                       | /                        | /                        | 國語版本為《愛情傀儡》                    |
| 有心                     | 情醉是我                 | 8                        | 6                        | /                        | /                        |                                           |
| 愛那麼重                 | 愛那麼重                 | 30                       | 11                       | /                        | /                        |                                           |
| 1996年                   |                          |                          |                          |                          |                          |                                           |
| 思念誰                   | 思念誰                   | 3                        | 1                        | 1                        | 1                        | 三台冠軍歌 重唱景崗山的“寂寞是因為思念誰” |
| 風中有你                 | 風中有你                 | /                        | 2                        | /                        | 1                        | "Motorola Adviser LX32"廣告歌             |
| 風中有你                 | 對我不必說謊             | /                        | 16                       | /                        | /                        |                                           |
| 風中有你                 | 我已經不寂寞             | /                        | -                        | /                        | /                        |                                           |
| 不再在乎                 | 等的只是你               | /                        | -                        | /                        | -                        | 與伍詠薇合唱                              |
| 我感覺不到你             | 路彎彎                   | /                        | 8                        | /                        | /                        |                                           |
| 因為你                   | 滄桑的情人               | /                        | 1                        | 1                        | 1                        | 三台冠軍歌                                |
| 因為你                   | 因為你                   | /                        | -                        | /                        | /                        |                                           |
| 1998年                   |                          |                          |                          |                          |                          |                                           |
| 我是你的                 | 只愛一點點               | -                        | 10                       | -                        | -                        | 與方麗儀合唱                              |
| 2013年                   |                          |                          |                          |                          |                          |                                           |
| 那些年我們一起唱情歌     | 順流逆流話今天           | -                        | -                        | -                        | -                        |                                           |
| 2014年                   |                          |                          |                          |                          |                          |                                           |
|                          | 朋友啊朋友               | -                        | -                        | 4                        | 2                        | 新城國語力：3                             |
|                          | 朋友啊朋友（現場合唱版） | -                        | -                        | -                        | -                        | 與鄭俊弘合唱 新城國語力：1                |

| 各台冠軍歌總數 | 各台冠軍歌總數 | 各台冠軍歌總數 | 各台冠軍歌總數 | 各台冠軍歌總數    |
| -------------- | -------------- | -------------- | -------------- | ----------------- |
| 903            | RTHK           | 997            | TVB            | 備註              |
| 0              | 4              | 2              | 3              | 四台冠軍歌總數：0 |

- 上榜中（*）

## 得獎紀錄
| 年份   | 名稱                   | 獎項                          | 作品                                   |
| 1987年 | 新加坡第一届新樂獎     | 最高荣誉奖                    | 《年轻的心》                           |
| 1988年 | 新加坡第二届新樂獎     | 最佳作曲奖                    | 《唱不完的愛情》                       |
| 1988年 | 新加坡第二届新樂獎     | 最佳男歌手                    | 《唱不完的愛情》                       |
| 1989年 | 新加坡第三届新樂獎     | 最佳男歌手                    | 《你是我的唯一》                       |
| 1989年 | 新加坡第三届新樂獎     | 最佳作曲作品                  | 《你是我的唯一》                       |
| 1991年 | 馬來西亞娛協獎         | 最佳演唱                      |                                        |
| 1992年 | 馬來西亞娛協獎         | 最佳歌手                      |                                        |
| 1993年 | 新加坡第三届金曲獎     | 最佳作曲作品                  | 《太傻》                               |
| 1993年 | 新加坡第三届金曲獎     | 最佳本地歌手                  |                                        |
| 1994年 | 馬來西亞娛協獎         | 最佳歌手                      |                                        |
| 1994年 | 馬來西亞娛協獎         | 最佳作曲                      |                                        |
| 1994年 | 馬來西亞娛協獎         | 最佳歌曲                      | 《紅塵來去一場夢》                     |
| 1994年 | 香港十大中文金曲       | 金曲獎                        | 《心酸的情歌》                         |
| 1994年 | 香港十大勁歌金曲       | 金曲獎                        | 《心酸的情歌》                         |
| 1994年 | 香港十大勁歌金曲       | 最受歡迎創作歌手獎金獎        |                                        |
| 1994年 | 香港十大勁歌金曲       | 最受歡迎國語歌曲獎銀獎        | 《太傻》                               |
| 1994年 | 香港十大勁歌金曲       | 最受歡迎男女合唱歌曲獎銅獎    | 《愛情來的時候》(楊采妮合唱)           |
| 1994年 | 香港勁歌金曲第二季季選 | 季選金曲                      | 《太傻》                               |
| 1994年 | 香港勁歌金曲第三季季選 | 季選金曲                      | 《心酸的情歌》                         |
| 1994年 | 香港新城電台金曲台     | 金心卓越進步男歌手鑽石大獎    |                                        |
| 1994年 | 美國Billboard          | 亞洲傑出藝人獎                |                                        |
| 1995年 | 香港勁歌金曲第二季季選 | 季選金曲                      | 《只因你傷心》                         |
| 1996年 | 香港勁歌金曲第二季季選 | 季選金曲                      | 《風中有你》                           |
| 1996年 | 馬來西亞娛協獎         | 紅寶石最高榮譽獎              |                                        |
| 1996年 | 香港電影金像獎         | 最佳新人獎                    | 《慈雲山十三太保》                     |
| 1996年 | 馬來西亞娛協獎         | 紅寶石最高榮譽獎              |                                        |
| 1996年 | 香港十大勁歌金曲       | 最受歡迎國語歌曲獎銀獎        | 《思念誰》                             |
| 1997年 | 第8屆金曲獎            | 世界華人作品獎-最佳男演唱人獎 | 《我感覺不到你》／科藝百代股份有限公司 |

## 演出作品

### 電影
- 1995年 《慈雲山十三太保》
- 1998年 《極度重犯》
- 2000年 《改正歸邪》
- 2000年 《火遮眼》
- 2001年 《二五傳說》
- 2004年 《新古惑仔之地獄龍》
- 2008年 《兩個人的房間》
- 2010年 《初戀紅豆冰》
- 2012年 《孩子不壞》
- 2021年 《北京愛情圖鑑》

### 電視劇
- 1998年 《龙堂》
- 2001年 《流氓教授》
- 2003年 《名揚四海》

## 綜藝節目
- 2000年 亞洲電視《天天發財笑笑笑》（與柯受良共同主持）
- 2005-2006年 華視《快樂星期天》（與李明依共同主持）
- 2015年 《蒙面歌王》（評審）
- 2016年 《跨界歌王》（評審）
- 2017年 《火星情报局》高级特工
- 2018年 《蒙面唱將猜猜猜》（评委）

## 外部連結
- 巫啟賢的新浪微博
- 巫啟賢的新浪博客
- 香港索尼音樂